# Arnkiel-Denkmal

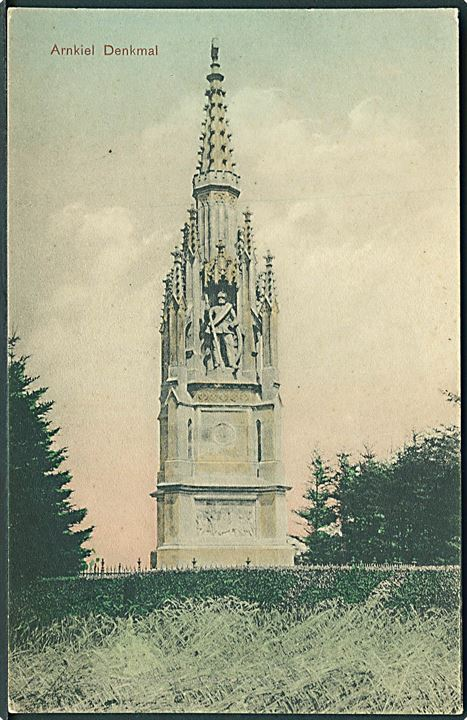
Das Arnkiel-Denkmal

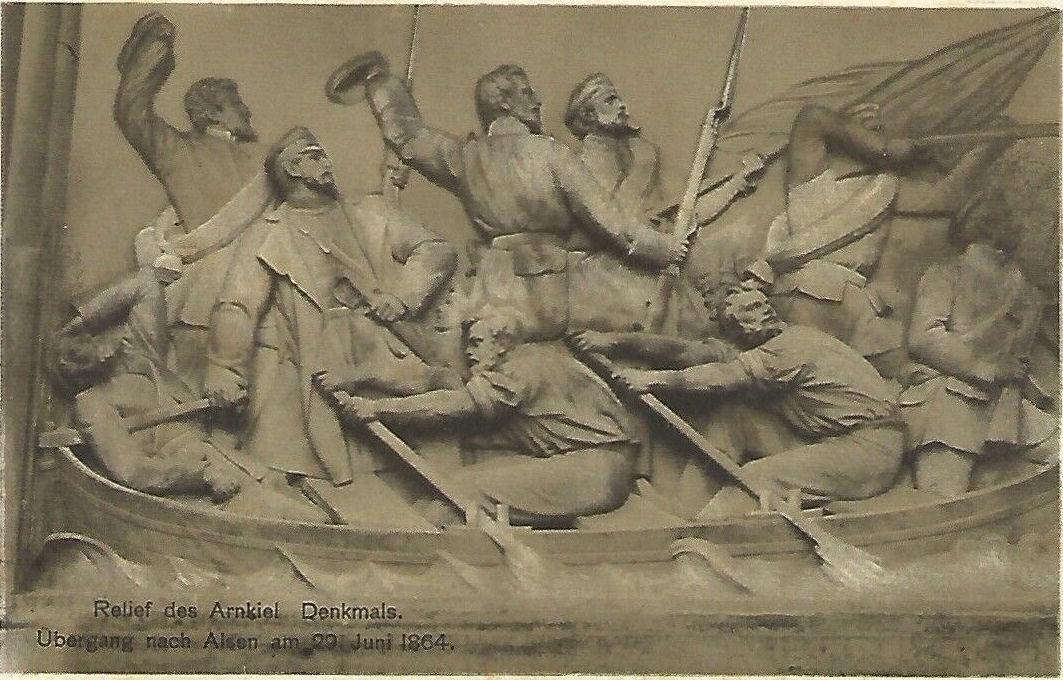
Relief mit den Pionierboot

Das Arnkiel-Denkmal war ein 21,3 Meter hohes preußisches Sandsteindenkmal, das 1872 genau an der Stelle im Alsensund errichtet wurde, wo am 29. Juni 1864 das vierundzwanzigste Regiment vor der Schlacht von Alsen vom Sundewitt kommend, gelandet ist. Es war ein deutsches Ehrenmal im Deutsch-Dänischen Krieg.

## Planung
1864, nach dem Deutsch-Dänischen Krieg, regte Kaiser Wilhelm I. eine Denkmalsetzungen auf dem Schlachtfeld, wie auch in Berlin an. Mit der Durchführung aller Projekte wurde der Hofbaurat Heinrich Strack beauftragt. Dafür wurden 1867 Gelder in Höhe von 330000 Thalern bewilligt. Für das Düppel-Denkmal und Arnkiel-Denkmal waren nach etwa zwei Jahren Bauzeit 38652 bzw. 33300 Thaler angefallen. Für die Siegessäule in Berlin blieben somit nur noch 258000 Thaler übrig.

## Entstehung
Einem königlichen Erlass vom 18. Dezember 1864 folgend, wurde am 21. April 1865 im Beisein zahlreicher Ehrengäste feierlich der Grundstein für das Siegesdenkmal am Arnkiel gelegt. Den Entwurf zum Denkmal erstellte der Berliner Oberbaurat Heinrich Strack. Der Deutsche Krieg verzögerte den Baubeginn bis ins Jahr 1868. Nach der deutschen Reichsgründung wurde das 20 m hohe Denkmal im August 1871 in der Form einer gotischen Fiale vollendet. An der Spitze des aus Granit und Obernkirchener Sandstein geschaffenen Denkmals war ein Reliefmedaillon von Wilhelm I. zu sehen. Die feierliche Enthüllung des Siegesdenkmals wurde am 30. September 1872 vom preußischen Regierungskommissar vollzogen. Ein zweites, ganz ähnliches Siegesdenkmal das sogenannte Düppel-Denkmal, war auch von Mayer und Kopp zu Herford in Sandstein ausgeführt worden.

## Beschreibung
In der Denkmal-Säule waren vier Statuen eingelassen: 

1. Zum Westen – dem Alsensund zu – einen Pionier im Boot

2. Nach Norden einen Infanteristen, der mit der Mütze zuwinkt

3. Nach Osten – dem Walde zu – einen Jäger 

4. Nach Süden einen Artilleristen, der nach den Schanzen hinschaut.

Über den Reliefs das Epitaph:

„Den bei dem Meeresübergange und der Eroberung von Alsen am 29. Juni 1864 heldenmüthig Gefallenen zum ehrenden Gedächtniß“

Das Denkmal wurde mit einem eisernen Zaun umschlossen.

## Verbleib
Seit der Abtretung Nordschleswigs im Jahr 1920 lag das Denkmal in Dänemark. Im Juni 1945, wenige Tage nach Ende des Zweiten Weltkriegs und der deutschen Besatzung Dänemarks, sprengten Dänen das Denkmal. Die Trümmer des Arnkiel-Denkmals wurden in einer nahegelegenen Mergelgrube vergraben. Ein Gerichtsbeschluss untersagte den damaligen und zukünftigen Besitzern der Grube, die Trümmer jemals wieder auszugraben.